# Vanessa Van Durme
Vanessa Van Durme est une comédienne et scénariste belge née à Gand en 1948.

## Biographie
Elle a fait ses études au conservatoire de Gand dans la section d’art dramatique et fait ses débuts sur scène – en tant que jeune acteur – dans la compagnie Nederlands Toneel Gent, aujourd’hui NTGent.
Dans les années 1970, elle fait le choix d’une transition : elle quitte la compagnie, abandonne sa carrière théâtrale et est opérée à Casablanca (Maroc) en 1975.
Vingt ans plus tard, renouant avec les arts du spectacle, elle se met à l’écriture de comédies. Elle est l'auteure d'une vingtaine de pièces de théâtre et de dizaines de scénarios pour diverses chaînes de télévision, dont la chaîne publique flamande VRT pour qui elle signe le feuilleton Liefde en Geluk (Amour et Chance) dans lequel elle assure également la direction des acteurs.
Pendant cinq ans elle est une figure populaire de la radio. Elle détient d'ailleurs le record de durée d’un « comedy act » à la radio belge.
Son retour sur les planches a lieu lorsque le chorégraphe et metteur en scène de théâtre belge Alain Platel la choisit pour interpréter le rôle de Tosca, une mère de quatre enfants, dans Allemaal Indiaan (Tous des Indiens) présenté au Festival d'Avignon en 1999. Après avoir accompli une tournée internationale de deux ans avec cette production, elle se joint à la compagnie Theater Victoria de Gand pour y jouer en 2005 dans White Star, une pièce dont elle a donné l’idée en s’inspirant de Lothar Berfelde, personnalité berlinoise ayant troqué son pantalon contre une jupe pour continuer sa vie sous le nom de Charlotte von Mahlsdorf. Cette production l’emmène une fois encore pendant deux ans à travers toute l’Europe.
Elle écrit alors le livre autobiographique Kijk mama, ik dans (Regarde maman, je danse). Le texte, épuré, devient un monologue mis en scène par Frank Van Laecke dont la première représentation a lieu en 2006 au théâtre Minard de Gand et qu’elle jouera ensuite en quatre langues en Europe et aux États-Unis.
Avec ce monologue dans lequel elle parle avec une franchise étonnante de sa transition, elle espère faire tomber les préjugés du public et montrer que les gens « qui sont autres » sont aussi… des gens.
La tolérance, l’acceptation de ce qui est « autre » sont des valeurs que Vanessa a particulièrement à cœur.
La tournée de ce spectacle fait l'objet d'un documentaire de Jean-Baptiste Dumont : Vanessa danse encore.
Sa production suivante Femme blanche se déroule dans le Maroc colonisé du début du siècle dernier. Vanessa y dénonce la progression du racisme et de l’intolérance de nos jours, selon elle le « danger des banlieues ».
Before the Last Curtain Falls (Allemagne et Belgique, 2014, 87 minutes) de Thomas Wallner est un documentaire devant et derrière le rideau du spectacle Gardenia. Vanessa Van Durme et les autres artistes septuagénaires se produisent avec leur dernier spectacle.

## Filmographie
- Les tortues (2024), de David Lambert : Madame[4]

## Distinctions

### Récompense
- Prix du Syndicat de la critique 2014 : meilleure comédienne pour Avant que j'oublie

### Nomination
- Molières 2015 : Molière de la comédienne dans un spectacle de théâtre public pour Avant que j'oublie